# Исаакий (епископ Черниговский)
Епископ Исаакий — епископ Черниговский и Брянский. В некоторых летописях именуется архиепископом, а в большинстве других носит титул епископа.
Около 1389 года бывшим митрополитом Московским Пименом († 1389), к тому времени уже низложенным с кафедры Константинопольским патриархом, хиротонисан во епископа Черниговского.
В 1390 году вместе с митрополитом Киприаном возвратился из Царьграда на свою епископскую кафедру.
Он несколько раз выступал посредником между Москвой и Литвой.
В 1408 году он находился в многочисленной свите князя Литовского Свидригайла Ольгердовича, приехавшего на службу к великому князю Василию Димитриевичу.
В 1414 году — участник созванного по повелению Витовта Собора западнорусских иерархов, отказавшихся повиноваться митрополиту Московскому Фотию.
В 1415 году участвовал в посвящении в митрополита для Литвы Григория (Цамблака). 